# Левант, Оскар
О́скар Лева́нт (англ. Oscar Levant; 27 декабря 1906, Питтсбург, Пенсильвания, США — 14 августа 1972, Беверли-Хиллз) — американский актёр, комик, телеведущий, пианист и композитор. Был известен своим едким и саркастичным характером, что снискало ему славу остроумного актёра. Шутки Леванта собственного сочинения часто можно было услышать в фильмах с его участием, а также на радио.
Снимался в таких фильмах, как «Рапсодия в блюзовых тонах» (1945), «Американец в Париже» (1951), «Вождь краснокожих и другие…» (1952) и многих других.

## Биография
Оскар Левант родился в Питтсбурге, штат Пенсильвания, в 1906 году, в семье ортодоксальных иудеев — выходцев из России. Маленький Оскар очень рано начал играть на фортепиано, тем более что в обучении ему помогал старший брат Бенджамин. В семь лет Оскар уже занимался с Мартином Мисслером, выпускником Лейпцигской консерватории (класс Р. Тайхмюллера); по воспоминаниям самого Леванта, педагогика Мисслера была основана на довольно архаичных методах Карла Черни, и это навсегда повредило его исполнительскому потенциалу. Репертуар Оскара составляла музыка Баха, Бетховена, Шопена, Листа и Шумана. Ещё не достигнув 12 лет, он уже исполнял фортепианные партии в различных оркестрах.
В 1922 году, после смерти отца Макса Леванта, Оскар вместе с матерью переселился в Нью-Йорк. Там он начал брать уроки игры на фортепиано у известного педагога Зыгмунта Стоёвского. Юность, однако, брала своё: Левант был очарован гламурной бродвейской жизнью и именно поэтому стал выступать в различных ресторанах и ночных клубах. В декабре 1922 года он отыграл для Игнация Падеревского концерт, состоявший из произведений классической музыки. Однако молодого пианиста больше интересовала музыка Гершвина, букмекерские конторы, гангстеры и танцовщицы злачных заведений. В 1924 году, в возрасте 18 лет он сыграл свою первую роль в короткометражном фильме «Ben Bernie and All the Lads» режиссёра Ли де Фореста с Беном Берни в главной роли.

## Музыкальная карьера
В 1928 году Левант переехал в Голливуд, где его карьера пошла в гору. В тот период он познакомился с Джорджем Гершвином, который впоследствии стал его хорошим другом. Тогда же Левант начал писать музыку к фильмам и в период с 1929 по 1948 год сочинил произведения более, чем к двадцати фильмам. Кроме того Левант писал эстрадные песни для Tin Pan Alley, одна из которых, «Blame It on My Youth» (1934), считается джазовым стандартом.
Около 1932 года Левант решил заняться сочинением крупных музыкальных форм. С этой целью он стал учиться у Арнольда Шёнберга. Шёнберг был впечатлён музыкальными способностями ученика и даже предложил ему работать вместе. На данное предложение, однако, Левант ответил отказом, сославшись на недостаток опыта и профессионализма. Композитор Аарон Копленд также знал об успехах Оскара Леванта в сочинительстве и способствовал участию того в фестивале современной американской музыки в Яддо (город Саратога-Спрингс), который проводился 30 апреля 1932. После фестиваля, заручившись поддержкой самых именитых композиторов и музыкантов Америки, Левант приступил к написанию своего первого крупного произведения — синфониетты (малый вариант симфонии).
16 августа 1932 года на стадионе Льюисон Левант исполнил Концерт фа-мажор Джорджа Гершвина для присутствовавшей публики в 17 тысяч человек. Несмотря на большой успех, в течение последующих пяти лет Левант не играл с оркестрами на крупных площадках. Однако он продолжал писать музыку и следующим его произведением стала пародия на французские оперы (в частности, Клода Дебюсси) «Le Crayon est sur la table». Партитуры данной оперы не сохранились.
В 1934 году, по совету Гершвина, Левант стал учеником Иосифа Моисеевича Шиллингера. Эмигрант из России, Шиллингер был музыкальным теоретиком и композитором, являвшимся своеобразным «учителем звёзд»: ранее у него занимались Томми Дорси, Вернон Дюк, Бенни Гудмен и Гленн Миллер. Вместе с Шиллингером Левант изучал композицию и анализ гармоний.
25 февраля 1934 Левант завершил свою трёхчастную Синфониетту, премьера которой состоялась в Нью-йоркском Таун Холле. Новое творение композитора приняли очень тепло.

## Работа на радио и телевидении
Известность Леванту принесли не только его сочинения, но и работа на радио и телевидении. Он регулярно принимал участие в радиошоу «Information Please», зарекомендовав себя остроумным человеком с искромётными шутками. На протяжении 1930—1940 годов вместе с Левантом шоу также создавали его друзья Франклин П. Адамс и Джон Киран. «Мистеру Леванту», как он сам себя называл, в основном задавали музыкальные вопросы, но он поражал зрителей обширными знаниями в самых разных областях.
Это был позитивный гений, его шутливые импровизации были острее некуда, даже если бы он придумывал каждую из них в течение недели. Его ответ всегда был ярким и точным, на грани язвительной колкости.Джон Киран
В 1942 году состоялась премьера концерта для фортепиано, сочинённого Левантом. Произведение исполнял автор совместно с симфоническим оркестром NBC, была сделана запись для радио. Вплоть до начала 1950-х Левант появлялся в программе «Kraft Music Hall» вместе с Элом Джолсоном, которому аккомпанировал на фортепиано в его номерах. Двух артистов связывала также и дружба с умершим к тому времени Гершвином. Левант и Джолсон даже снялись в роли самих себя в биографическом фильме о жизни Гершвина «Рапсодия в голубых тонах» (1945).
С начала 1950-х Левант некоторое время вёл радио-передачу «Who Said That?», в которой приглашённые звёзды угадывали, кому принадлежала цитата из последних новостных сводок. С 1958 по 1960 год на канале KCOP-TV шла авторская передача Леванта «The Oscar Levant Show», которая включала монологи автора, музыкальные номера, а также интервью с различными знаменитостями, в число которых входили Фред Астер и даже Лайнус Полинг. В архивах сохранились только две записи данного шоу, и один из этих выпусков как раз содержит выступление Астера. Участие в передаче Леванта было для Астера едва ли не единственным разом, когда его исполнение было не идеально. Проблемы возникли у Леванта: во время игры на фортепиано он постоянно менял темп аккомпанемента, из-за чего Фред Астер постоянно сбивался (во время записи Астер только пел песню, но не танцевал, так как условия студии этого не позволяли).
С течением времени передача «The Oscar Levant Show» стала вызывать всё больше противоречий и её даже сняли с эфира после инцидента с репликой Леванта. Речь шла о недавнем обращении Мэрилин Монро в иудаизм, что Левант прокомментировал следующим образом: «Ну, раз теперь Мерилин у нас кошерная, Артур Миллер сможет её наконец-то полизать». Позднее ведущий извинился и сказал, что «не имел в виду грубость». Через несколько месяцев трансляция передачи возобновилась, но несколько в другом формате: теперь шоу предзаписывалось заранее, чтобы избежать ненужных спонтанных выходок Леванта. Это, однако, не помешало ему прокомментировать в одном из выпусков личную жизнь Мэй Уэст, после чего шоу закрыли навсегда. Известный критик и остряк начала XX века Александр Вулкотт так отзывался о Леванте: «Нет ничего такого в Леванте, чего нельзя было бы вылечить несколькими чудесами».

## Поздние годы жизни и смерть
На протяжении многих лет Левант писал о своей жизни, излагая свои остроумные мысли на бумаге. В общей сложности он выпустил три книги-сборника мемуаров: «A Smattering of Ignorance» (1940), «The Memoirs of an Amnesiac» (1965) и «The Unimportance of Being Oscar» (1968).
В последние годы жизни Левант страдал от неврозов и ипохондрии, что заставило его оставить работу на радио и телевидении. Артисту прописывали большое количество препаратов, от которых он стал зависим. Жена Леванта в этот период даже обращалась в больницы для душевнобольных за помощью. Для многих, однако, Левант всё ещё оставался кумиром и гением. Он говорил, что «есть тонкая грань между сумасшествием и гениальностью, но в себе он эту грань стёр».
14 августа 1972 года Оскар Левант скончался у себя дома в Беверли-Хилс в результате инфаркта миокарда в возрасте 65 лет. Он был похоронен на Вествудском кладбище в Лос-Анджелесе. Смерть артиста, как и вся его жизнь, также не была лишена юмора. По распространённой версии, Левант-ипохондрик хотел, чтобы на надгробии могилы были выгравированы слова: «А я ведь говорил им, что был болен».

## Личная жизнь
Первой женой Оскара Леванта была актриса Барбара Вуделл, с которой они развелись вскоре после свадьбы, в 1933 году.
В 1939 году Левант женился во второй раз на певице и актрисе Джун Гейл (в девичестве — Дорис Гилмартин), сестре Джин Гейл. Пара прожила вместе 33 года, вплоть до самой смерти Леванта в 1972 году. В браке у них родилось три дочери: Марция, Лорна и Аманда.

## Фильмография
- «Бен Берни и его люди» (1924)
- «Танец жизни» (1929)
- «Ночной парад» (1929)
- «Собственной персоной» (1935)
- «Ритм на реке» (1940)
- «Поцелуй мальчиков на прощание» (1941)
- «Рапсодия в блюзовых тонах» (1945)
- «Юмореска» (1946)
- «Роман в открытом море» (1948)
- «Ты предназначался для меня» (1948)
- «Парочка Баркли с Бродвея» (1949)
- «Американец в Париже» (1951)
- «Вождь краснокожих и другие…» (1952)
- «The I Don’t Care Girl» (1953)
- «Театральный фургон» (1953)
- «Паутина» (1955)
- «Шоу Оскара Леванта» (1958)
- «Программа Джека Бенни» (1958) (ТВ)